# Shikun
Shikun ist ein Spielfilm von Amos Gitai aus dem Jahr 2024. Das Drama wurde von Eugène Ionescos Theaterstück Die Nashörner inspiriert. Die Uraufführung des Dramas erfolgte im Februar im Rahmen der 74. Berlinale.

## Handlung
Eine Gruppe von Menschen unterschiedlicher Herkunft und Sprache lebt gemeinsam in Israel in einem Gebäude, dem titelgebenden Shikun. Anhand einer Reihe von Episoden erzählt der Film die Geschichte der Entstehung von Intoleranz und totalitärem Denken. Einige der Bewohner beginnen sich in Nashörner zu verwandeln, andere beginnen sich dagegen zu wehren.

## Veröffentlichung
Die Weltpremiere von Shikun fand am 18. Februar 2024 im Rahmen der Internationalen Filmfestspiele Berlin statt. Dort wurde das Werk in die Sektion Berlinale Special aufgenommen.
Eine reguläre Kinoveröffentlichung in Frankreich erfolgte ab 6. März 2024 im Verleih von Epicentre Films.